# Varbola
Koordinaten: 59° 3′ N, 24° 27′ O

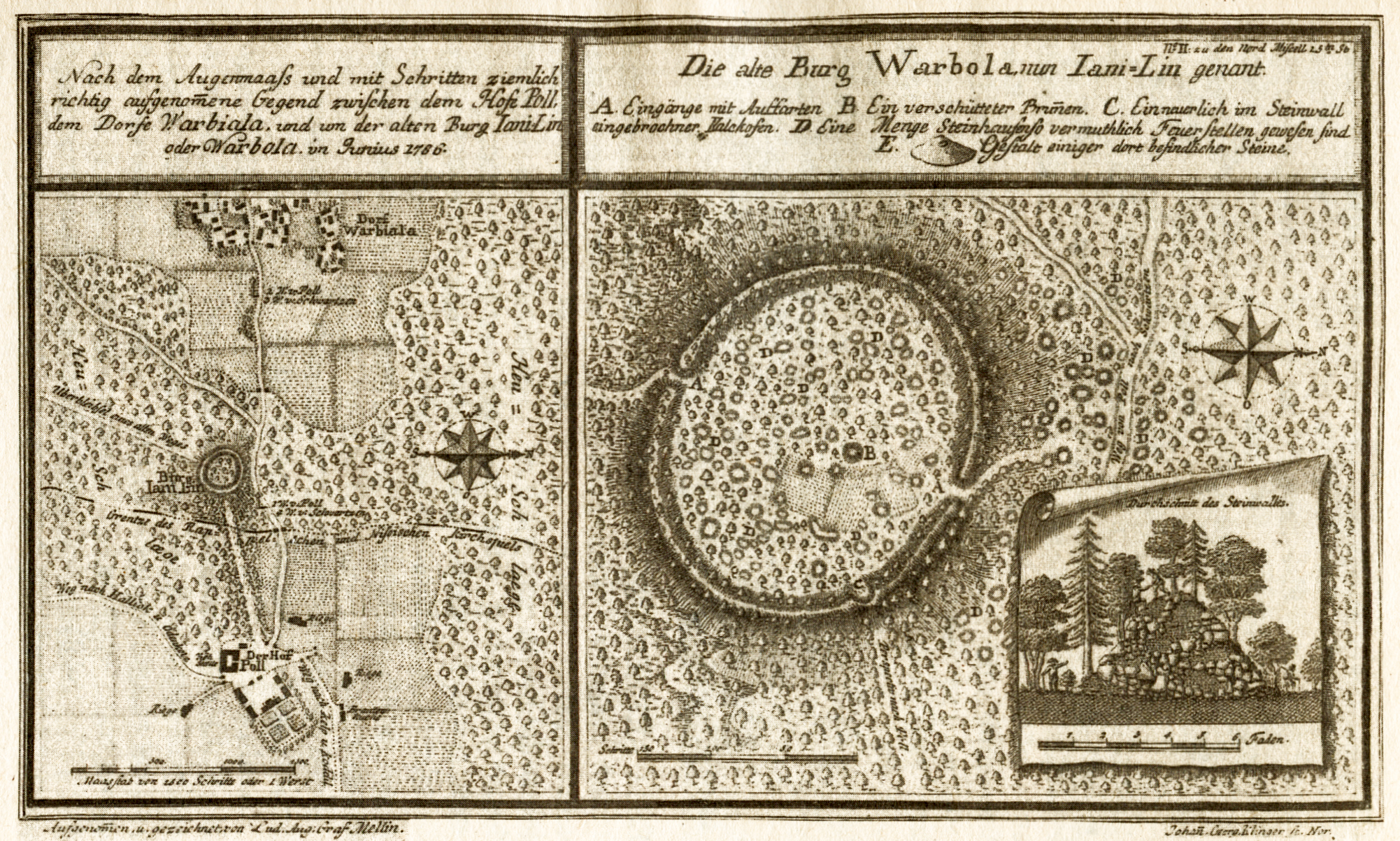
Darstellung der Bauernburg Varbola auf der Landkarte Ludwig August Mellins (1786)

Varbola ist ein Dorf (estnisch küla) in der estnischen Landgemeinde Märjamaa im Kreis Rapla.

## Lage
Das Dorf liegt 45 Kilometer südwestlich der estnischen Hauptstadt Tallinn. Es hat 302 Einwohner (Stand 31. Dezember 2005). Das Dorf wurde erstmals 1241 als Uarpal urkundlich erwähnt.
Zwischen den Dörfern Varbola und Põlli lag die vorchristliche estnische Burg Varbola (estnisch Varbola Jaanilinnus; lateinisch Castrum Warbole), eine der größten ihrer Art auf dem Gebiet des heutigen Estland.
Der heutige Ort entstand aus der 1975 vollzogenen Vereinigung der früheren Kleindörfer Varbola, Sirgu, Purga und Hiietse.

## Gut Vardi
Bei Varbola befand sich auch das Gut Vardi (deutsch Schwar(t)zen oder Schwar(t)zenhof). Es wurde 1582 gegründet. Der Name stammt von dem damaligen Eigentümer, einem gewissen Hans Swartz.
Das Gut gehörte von 1807 bis 1813 dem Dramatiker August von Kotzebue (1761–1819). Auf Vardi redigierte Kotzebue unter anderem die anti-napoleonischen Zeitschriften „Die Biene“ und „Die Grille“, die in 1808 bis 1821 in Königsberg erschienen. In Vardi propagierte von Kotzebue auch die Vorzüge der Kartoffelzucht unter den estnischen Bauern.
Zu den berühmten Hauslehrern der Familie von Kotzebue in Vardi gehörten Johann August von Hagen (1786–1877), Carl Siegismund Walther (1783–1867), Johann Christoph Petri (1762–1851) und Gerhard Alexander Pahnsch (1842–1880).
Ab 1855 stand der Hof im Eigentum der adligen deutschbaltischen Familie Pilar von Pilchau. Während der russischen Revolution von 1905 wurde das Gutshaus niedergebrannt. Es wurde anschließend teilweise wieder aufgebaut und um einen zweigeschossigen Ostflügel erweitert. Letzter Eigentümer vor der Enteignung in der estnischen Landreform von 1919 war Max Baron Pilar von Pilchau.
Während der sowjetischen Besetzung Estlands war im Gut der Klub der örtlichen Sowchose untergebracht. In dem ehemaligen Herrenhaus befindet sich heute eine Bücherei.
Auf dem ehemaligen Gut sind unter anderem das Verwalterhaus von 1914 und ein eigenwilliges sechseckiges Geflügelhaus von 1913 erhalten. An dessen Wand ist die lateinische Inschrift Omnia ab ovo („Alle Dinge [kommen] aus dem Ei“) angebracht.